# Carl Schnabel (Komponist)
Carl Schnabel (* 2. November 1809 in Breslau, Provinz Schlesien; † 12. Mai 1881 ebenda) war ein deutscher Pianist, Komponist und Klavierbauer in Breslau.

## Leben
Carl Schnabel entstammte einer Musikerfamilie. Der Großvater war Kantor in Naumburg an der Saale, der Vater Michael Schnabel (1775–1842) war Musiker und Instrumentenbauer in Breslau, auf dessen Flügel Virtuosen wie Franz Liszt spielten, der Onkel Joseph Schnabel war Domkapellmeister am Breslauer Dom.
Carl Schnabel lernte beim Vater und Onkel. Als junger Mann spielte er auf einem selbstgebauten Flügel ein selbst komponiertes Klavierkonzert.
Carl Schnabel entwickelte sich bald zu einem der anerkanntesten Pianisten in Schlesien. Er komponierte zahlreiche Werke, vor allem für Klavier oder Chor, aber auch Kantaten, Messen, Offertorien, Orchesterwerke und Opern. Diese werden heute kaum noch gespielt. 
Nach dem Tod des Vaters 1842 führte er mit dem Bruder die Instrumentenbauwerkstatt als Karl & Julius Schnabel am Neumarkt 27 in Breslau weiter.